# 漢堡 (伊利諾伊州邦德)
漢堡（英語：Hamburg）是位於美國伊利諾伊州邦德縣的一個非建制地區。該地的面積和人口皆未知。

## 地理
漢堡的座標為38°51′58″N 89°16′29″W / 38.86611°N 89.27472°W，而該地的平均海拔高度為155米（即509英尺）。